# Вудсфилд (Охајо)
Вудсфилд (енгл. Woodsfield) град је у америчкој савезној држави Охајо.

## Демографија
По попису из 2010. године број становника је 2.384, што је 214 (-8,2%) становника мање него 2000. године.
| Група             | 2000.         | 2010.         |
| Белци             | 2.560 (98,5%) | 2.307 (96,8%) |
| Афроамериканци    | 1 (0,0%)      | 17 (0,7%)     |
| Азијати           | 3 (0,1%)      | 5 (0,2%)      |
| Хиспаноамериканци | 15 (0,6%)     | 24 (1,0%)     |
| Укупно            | 2.598         | 2.384         |